# Свети Никола (Пирин)
Вижте пояснителната страница за други значения на Свети Никола.
„Свети Никола“ или „Свети Николай“ е възрожденска църква в светиврачкото село Пирин, България, част от Неврокопската епархия на Българската православна църква.

## История
Църквата е възобновена през 1885 от Димитър Неделчев върху основите на по-стар храм. Негово дело е и иконата „Свети Архангел Михаил“.

## Архитектура
В архитектурно отношение храмът, представлява трикорабна псевдобазилика. Таваните са касетирани и полихромни. Иконостасът е рисуван и частично резбован. По владишкия трон и проскинитария има частична резба. Интерес представляват иконите и шестте ковани свещника.
След сражението при връх Кукла, което е част от Илинденско-Преображенското въстание от 1903 година отрязаните глави на войводата Спиро Петров и четника Димитър Гайгуров са предадени от турците на жителите на село Пирин, които ги погребват до апсидата на църквата. През 1906 година там са погребани и костите на другите четници загинали в битката.
Църквата „Свети Никола“ е обявена за паметник на културата.